# جيري كوبر
جيري كوبر (بالإنجليزية: Gerry Cowper)‏ هي ممثلة بريطانية، ولدت في 23 يونيو 1958 في لندن في المملكة المتحدة.

## وصلات خارجية
- جيري كوبر على موقع IMDb (الإنجليزية)
- جيري كوبر على موقع ميوزك برينز (الإنجليزية)
- جيري كوبر على موقع ميوزك برينز (الإنجليزية)
- جيري كوبر على موقع قاعدة بيانات الأفلام السويدية (السويدية)
- جيري كوبر على موقع قاعدة بيانات الفيلم (الإنجليزية)